# John Price (personaggio)
John Price è uno dei personaggi principali della serie di videogiochi Call of Duty. Apparso inizialmente in Call of Duty e Call of Duty 2, ambientati durante la seconda guerra mondiale, il personaggio viene poi trasposto e sviluppato nell'epoca del terrorismo, in Call of Duty 4: Modern Warfare, Call of Duty: Modern Warfare 2,  Call of Duty: Modern Warfare 3 e nei reboot del 2019, 2022 e 2023 Call of Duty: Modern Warfare, Call of Duty: Modern Warfare II e Call of Duty: Modern Warfare III

## Apparizioni

### Seconda guerra mondiale
La prima apparizione del capitano John Price si ha nel primo videogioco della saga, Call of Duty. Nella campagna britannica Price è uno dei personaggi principali: ufficiale della Compagnia D del 2º Battaglione aviotrasportato Oxfordshire and Buckinghamshire di fanteria leggera della 6ª Divisione aviotrasportata, prende parte alla cattura del ponte Pegasus durante il D-Day e poi viene trasferito assieme al sergente Evans, il personaggio giocabile, nella Special Air Service. Cronologicamente successivo, ma visibile nella campagna americana, Price viene liberato da un campo di prigionia tedesco dai paracadutisti statunitensi e qualche mese dopo, di nuovo nella campagna britannica, rimane ucciso in azione a bordo della corazzata Tirpitz al largo delle coste norvegesi.
In Call of Duty 2, nella campagna britannica, compare un'altra versione del capitano Price. Questa volta si tratta di un ufficiale della 7ª Divisione corazzata britannica che prende parte alla seconda battaglia di El Alamein, alla campagna di Tunisia e alla battaglia di Normandia.

### SerieModern Warfareoriginale
La terza versione del capitano Price è quella più iconica e di cui si hanno più informazioni, tramite i videogiochi della serie Modern Warfare. Da essa è deducibile che Price sia stato in servizio nel SAS da almeno quindici anni, come si può evincere dalle missioni "Mimetizzazione Perfetta" e "Sicario Infallibile" di Call of Duty 4: Modern Warfare, ambientate in Ucraina nel 1996, le uniche in cui il personaggio è giocabile. In Call of Duty 4, Price è l'ufficiale comandante di uno dei personaggi giocabili, John "Soap" MacTavish; i due combatteranno fianco a fianco fino alla conclusione del gioco, quando Price, nonostante le ferite, riesce a passare una pistola a MacTavish con cui poi uccide il principale antagonista Imran Zakhaev.
Dopo il primo capitolo della saga Price prende il comando di una task force formata da soldati britannici e statunitensi, la Task Force 1-4-1 (TF-141), con la quale porta a termine diverse missioni. In un cortometraggio intitolato Find Makarov: Operazione Kingfish, ambientato in Ucraina nel 2013, Price viene catturato e rinchiuso in un gulag situato in Russia Orientale, vicino alla cittadina di Poliparkov. In Call of Duty: Modern Warfare 2, MacTavish, determinato a eliminare il nuovo antagonista Vladimir Makarov, esegue insieme alla Task Force 1-4-1 una missione per prendere in custodia il prigioniero 627, un uomo che apparentemente era nemico di Makarov e che anche quest'ultima stava cercando. Nel gulag preso d'assalto dalla Task Force, si scopre che il prigioniero 627 è proprio Price. Soap lo libera e insieme escogitano un modo per fermare l'invasione russa degli Stati Uniti, ancora in corso. Mentre si trovano in missione in Afghanistan, Soap e Price vengono a conoscenza della morte dei loro compagni Ghost e Roach, traditi dal loro comandante in capo il generale Shepherd. Price decide di vendicare i compagni con l'aiuto di Soap attaccando il "Sito Bravo", sempre in Afghanistan, dove infine riescono a uccidere il generale. Al termine di Modern Warfare 2 i due ex capitani del SAS diventano quindi dei latitanti internazionali.
Nel terzo capitolo della serie moderna, Call of Duty: Modern Warfare 3, Price diviene sempre più ossessionato dall'idea di uccidere Makarov pur di mettere fine alla guerra tra Stati Uniti e Russia, andando quindi in Somalia dove cattura, interroga e uccide Warabee, fornitore d'armi del terrorista russo. Dopodiché si sposta a Praga, con l'intento di tendere un'imboscata a Makarov, ma lì viene colpito dal lutto, quando il suo compagno Soap rimane ferito e muore. Qualche tempo dopo, ciò che resta della Task Force 1-4-1 e la Delta Force statunitense conducono un'operazione di salvataggio congiunta per liberare il presidente russo e sua figlia; la missione riesce e la Task Force è finalmente riabilitata, ma Price perde un altro amico, il sergente Sandman. Nell'ultima missione di Modern Warfare 3, Price, divenuto un personaggio giocabile, infine uccide Makarov.

### SerieModern Warfarereboot
Il capitano Price è nuovamente uno dei protagonisti nel videogioco reboot Call of Duty: Modern Warfare del 2019. In esso, (ambientato tra il 2019 e il 2023) vengono narrati degli eventi alternativi alla serie Modern Warfare originale, ambientata tra il 2011 e il 2016. John Price è sempre un ufficiale della SAS impegnato nella ricerca di terroristi legati a un generale russo, il quale sta lottando per il controllo della regione caucasica fittizia dell'Urzikstan. Al termine del gioco, Price stesso chiede alla CIA aiuto per creare un'unità antiterrorismo, la Task Force 1-4-1.

## Descrizione
Il capitano Price viene sempre rappresentato come un comandante scaltro, tenace e che non si demoralizza facilmente, a parte quando nella serie Modern Warfare muore John "Soap" MacTavish, suo grande amico e compagno di squadra. Alcuni videogiocatori ritengono che i realizzatori della serie si siano ispirati a un vero ufficiale del SAS, John McAleese, in particolare poiché entrambi portano dei caratteristici baffi.
In un'intervista con Sami Onur, un character designer di Infinity Ward, per spiegare la somiglianza tra il John Price della seconda guerra mondiale e quello più moderno, viene detto che i due sarebbero nonno e nipote, seppur ciò non sia mai stato confermato ufficialmente dalla Infinity Ward stessa.

### Interpreti
Il reboot del 2019 è stato il primo capitolo della serie Modern Warfare a fare uso della tecnica del motion capture. A interpretare e dare la voce al personaggio del capitano John Price è stato l'attore britannico Barry Sloane. In precedenza a dare la voce originale a Price sono stati Michael Gough, in Call Of Duty e Call of Duty 2, e Billy Murray nella serie Modern Warfare originale. Nel cortometraggio Find Makarov: Operation Kingfish, la voce viene prestata da David Kinsman.
Nel doppiaggio italiano, a dare la voce al capitano Price sono stati: Stefano Albertini in Call of Duty, Giorgio Melazzi in Call of Duty 4: Modern Warfare, Diego Sabre, in Modern Warfare 2 e Modern Warfare 3 e Stefano Alessandroni nel reboot.

## Accoglienza
Il personaggio di John Price ha ricevuto una accoglienza positiva sia dalle riviste di genere sia dai videogiocatori posizionandosi, ad esempio, all'ottavo posto nella classifica redatta da Game Informer dei "30 personaggi che rappresentano il decennio" e divenendo il diciassettesimo miglior personaggio di tutti i tempi nel Guinness World Records Gamer's Edition. È stato anche uno dei sessantaquattro personaggi scelti per il sondaggio di GameSpot su quale sia stato il più grande gregario di tutti i tempi, oltre a divenire l'ottavo personaggio preferito degli anni 2000 dai lettori di Game Informer, e ventiseiesimo miglior soldato dei videogiochi secondo la rivista Complex nel 2013. Nel 2008, The Age posizionò Price all'ottavo posto come più grande personaggio di sempre della Xbox, definendolo il "più noto membro del cast di supporto di Call of Duty e effettivamente anche un uomo d'armi dannatamente bravo. [...] Che uomo; e che baffi." Un articolo apparso su GamesRadar chiese la realizzazione di un gioco intero basato sul capitano Price, affermando che i migliori dialoghi e le missioni migliori di Call of Duty 4: Modern Warfare sono proprio quelle in cui è presente Price. Sempre lo staff di GamesRadar lo posiziona al quarantunesimo posto nei cinquanta migliori personaggi della sua generazione di videogiochi e quarantottesimo protagonista più memorabile e influente della storia dei videogiochi.